# Bakterier
Bakterier (Bacteria) eller eubakterier (Eubacteria) är encelliga mikroorganismer utan cellkärna och andra membranomslutna organeller; de har dock ribosomer. Bakterier räknas till prokaryoterna som även inkluderar domänen arkéer. Bakterier är vanligtvis ett antal mikrometer långa och väger ett antal hundra femtogram. Bakterier kan ha ett varierande utseende, bland annat formade som sfärer, spiraler (helix) eller stavar.
Studier av bakterier kallas för bakteriologi och är en gren inom mikrobiologin. Bakterier kan hittas i alla ekosystem på jorden, i varma källor, bland radioaktivt avfall, i havsvatten och djupt ned i jordskorpan. Vissa bakterier kan till och med överleva i extrem kyla och i vakuum. I genomsnitt finns 40 miljoner bakterier i ett gram jord och en miljon bakterier i en milliliter färskvatten. Bakterier utgör en viktig länk i näringskedjor, ett exempel är kvävefixering från jordens atmosfär. De flesta arter av bakterier är fortfarande okända för vetenskapen. Orsaken är att de flesta bakteriearter inte kan odlas i ett laboratorium därför att deras tillväxtförhållanden är okända. Vissa bakterier växer enbart under särskilda betingelser. De finns i de mest extrema miljöer – i svavelsprutande undervattensvulkaner med temperaturer över 100 °C, i heta källor på Island, i saltgruvor och i saltsjöar som Döda Havet, till och med på styrstavar i kärnreaktorer.
Uppskattningsvis finns det 1,3 bakterier för varje människocell hos en människa, där de flesta bakterier finns i tarmen och huden. Trots att de flesta av dessa bakterier är ofarliga kan de orsaka infektioner.

## Bakteriologins historia

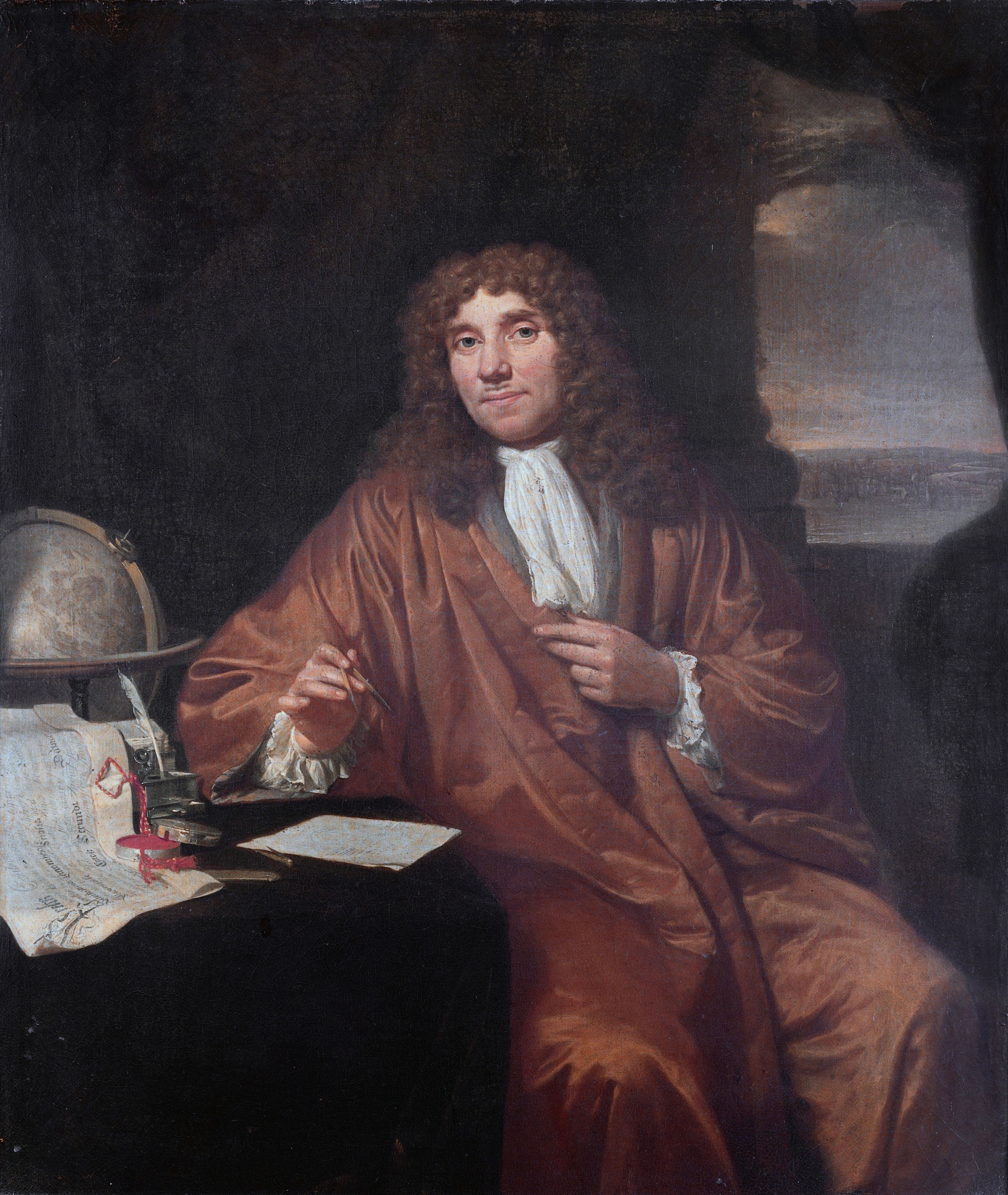
Antonie van Leeuwenhoek, den första person som observerade bakterier genom ett mikroskop.

Bakterier observerades första gången av den nederländska vetenskapsmannen Antonie van Leeuwenhoek år 1674 genom ett enkelt mikroskop som han själv byggt. Det han såg kallade han för "animalcules" och publicerade sina iakttagelser till Royal Society i London. Ordet bakterie introduceras långt senare av Christian Gottfried Ehrenberg år 1828, och kan härledas från det grekiska ordet βακτήριον -α, som betyder "små stavar".
Louis Pasteur demonstrerade år 1859 att jäsning orsakas av mikroorganismer som tillväxer (jäst är dock inte en bakterie utan en eukaryot). En annan tidig pionjär inom bakteriologin var Robert Koch, som var den första att koppla samman sjukdomar med bakterier, vilket han också tilldelades nobelpriset för år 1905. Kochs postulat är ett antal regler som ska vara uppfyllda om en mikroorganism ska kunna ge upphov till sjukdom.
Under större delen av 1800-talet var vetenskapen medveten om att bakterier orsakar många sjukdomar. Trots det fanns det inte anti-bakteriella behandlingar tillgängliga. År 1910 utvecklades den första antibiotikan av Paul Ehrlich, som fått nobelpriset år 1908 för sina insatser inom immunologin.
Ett stort steg framåt inom studiet av bakterier kom 1977 av Carl Woese som föreslog att arkéer (tidigare kallade för arkebakterier) härstammar från en separat evolutionär utvecklingslinje och inte är besläktade med bakterier. Carl Woese drog sina slutsatser genom analyser av DNA-segment som anses vara kritiska delar för cellens funktion, och därmed har en låg genetisk variabilitet mellan olika arter. Arter inom samma domän bör därför ha likartat DNA i vissa regioner, medan arter mellan olika domäner har divergerat under evolutionen.

## Ursprung och evolution
Föregångaren till "moderna" bakterier var enkla mikroorganismer som utvecklades på jorden för 4 miljarder år sedan. För 3 miljarder år sedan existerade endast mikroskopiskt liv på jorden. Bakteriella fossiler har använts i evolutionärbiologiska studier men även genetiska studier av levande bakterier används för att få information om evolutionära samband. Sådana studier tyder på att den senaste föregångaren till bakterier och arkéer var en termofil som levde för 2,5–3,2 miljarder år sedan. Bakterier var även inblandade när arkéer skiljde sig från eukaryoter. Eukaryoter uppstod genom att bakterier integrerade sig med föregångarna till eukaryota celler, något som föreslås i endosymbiontteorin.

## Utseende
Bakterier uppvisar en stor variation i storlekar och former. I genomsnitt är bakterien 10 gånger mindre än en eukaryot cell och är vanligtvis 0,5–5,0 mikrometer långa. Vid vissa infektioner, så som urinvägsinfektion, kan bakterierna växa intracellulärt till flera hundra mikrometer i längd genom att cell delningsmaskineriet stoppas Ett fåtal bakteriearter är dock ännu större; till exempel Thiomargarita namibiensis och Epulopiscium fishelsoni kan ha en längd på upptill en halv millimeter och är därmed synliga utan hjälpmedel. En av de minsta typerna av bakterier är mykoplasma som bland annat kan ge upphov till lunginflammation.
De flesta bakteriearter är antingen sfäriska, så kallade kocker eller stavformade, så kallade baciller. Vissa stavformade bakterier, till exempel vibrio är skruvade; andra kan vara spiral-formerade och skruvade, till exempel spiroketer. Ett fåtal bakteriearter har former som liknar kuber. Bakteriens form beror på cellväggen och cytoskelettet och är betydelsefullt för bakteriens liv, bland annat inhämtandet av näringsämnen, vidhäftandet till ytor, att simma genom vätskor och att undkomma rovdjur. Många celler har på utsidan av sitt plasmamembran ett lager som kallas glykokalyx, slime eller kapsel m.m. Detta kan bestå av antingen polysackarider eller polypeptider eller båda delarna. Syftet är att skydda bakterien mot uttorkning men också att hjälpa den att fästa mot ytor. Kapseln är en vanlig komponent hos patogena bakterier eftersom komponenterna i kapseln gör att den liknar kroppsliga celler vilket försvårar för immunförsvaret att identifiera dem. 
Vissa bakteriearter har dessutom en så kallad endospor, av polysackarider och proteiner som ger bakterien ett skydd mot att fagocyteras inuti ett större djur. Endosporen kan dessutom tjäna som näringsreserv under tider då bakterien befinner sig i en mer näringsfattig miljö.

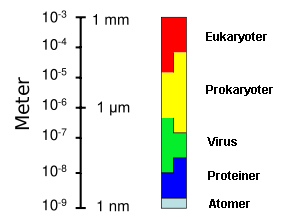
Storleksjämförelse mellan prokaryoter och andra organismer och biomolekyler.

Många bakteriearter existerar som enstaka frilevande celler, andra bildar typiska mönster med andra bakterier som ett resultat av bakteriens tillväxt, exempelvis bildar Neisseria diploida par, Streptokocker bildar kedjor, och Stafylokocker bildar klasar (kluster). Bakterier kan även bilda filament, till exempel Actinobakterier.
Bakterier växer oftast gemensamt på ytor och bildar aggregat av bakterier som kallas för biofilm. Biofilm kan variera från ett fåtal mikrometer i tjocklek till en halvmeter i djup, och kan innehålla många arter, till exempel bakterier, protister och arkéer. Bakterier som lever i biofilm uppvisar ett systematiskt arrangemant av extracellulära komponenter, med vilka bakterierna har förmågan att kommunicera med varandra. I naturliga miljöer, till exempel jord och växtytor, är huvuddelen av bakterierna bundna till ytor som utgör biofilm. Biofilm är även ett problem inom sjukvården därför att implantat och andra artificiella föremål i en sjuk person snabbt koloniseras av bakterier som bildar biofilm och därmed ofta infektioner. Bakterier som växer i biofilm är mer motståndskraftiga mot antibiotika. Signalering mellan bakterier i biofilm kallas för quorum sensing.

## Förflyttning
Bakterier förflyttar sig på olika sätt. Några arter utsöndrar slem som de glider fram på. Andra har buntar av fina trådar som de skruvar sig fram med. Slutligen finns det bakterier som rör sig genom att vifta med ett eller flera utskott. Dessa pisklika bildningar kallas bakterieflagell.
Bakterierna rör sig mot näringsämnen och bort från giftiga ämnen. Rörelserna styrs av cellmembranet som innehåller receptorer för olika kemiska ämnen. Då ett skadligt ämne binder till en receptor börjar flagellet på denna sidan arbeta fortare. Detta resulterar i att cellen rör sig bort från det giftiga ämnet. När näringsrika ämnen binder till receptorerna minskar flagellets hastighet på den sidan av bakterien. Eftersom flagellet på bakteriens motsatta sida arbetar med samma hastighet rör sig cellen mot näringen.
Hos vissa bakterier tränger utskott av styva proteintrådar ut genom cellväggen, dessa kan fästa bakterien vid andra celler. Så använder gonorrébakterien utskotten när den sätter sig fast i människans slemhinnor.

## Klassificering
Bakterier kan klassificeras utifrån en rad olika egenskaper. Gramfärgning är ett exempel. Gramfärgningen är antingen positiv (grampositiv) eller negativ (gramnegativ). Till de vanligaste premisserna vid klassificering av bakterier brukar höra huruvida bakterien trivs i en syrerik eller syrefattig miljö, och bakteriens form – det vill säga huruvida bakterien är stavformad eller kockformad. Numera sker mer och mer av klassificeringen genom DNA-sekvensering av bakteriella gener. Den vanligaste genen för sekvensering är 16s rDNA, som kodar för 16s rRNA, vilket är en viktig komponent i bakteriens ribosom.

### Exempel på bakterier
- Yersinia pestis
- Sinorhizobium meliloti
- Streptomyces coelicolor
- Treponema pallidum
- Mycoplasma hominis
- Staphylococcus aureus
- Lactococcus lactis
- Escherichia coli
- Salmonella enterica
- Campylobacter jejuni
- Bacillus anthracis

## Exempel på sjukdomar som bakterier orsakar
- Borrelia
- Diarré
- Difteri
- Gonorré
- Kikhosta
- Lepra
- Mjältbrand
- Stelkramp
- Syfilis
- Trakom
- Tuberkulos